# Parque nacional Lagunas de Tuzly
El parque nacional Laguna de Tuzly (en ucraniano: Національний природний парк «Тузловські лимани») es un parque nacional natural en el territorio de raion Tatarbunary del Óblast de Odesa, en el país europeo de Ucrania. Su protección fue establecida por el decreto del Presidente de Ucrania, Viktor Yushchenko, en el 1 de enero de 2010.
El territorio de la reserva incluye las lagunas de grupo Tuzly: partes de las lagunas Shagany, Alibey, Burnas, y también las pequeñas lagunas Solone, Khadzhider, Karachaus, Budury, Martaza, Mahala, Pequeña Sasyk y Dzhantshey.